# Anne Mogensdatter Löset
Anne Mogensdatter Löset, född okänt år, död i december 1679, var centralfigur i en häxprocess i Vanylven og Syvde i Sunnmöre i Norge 1679-83. Hon var den första i häxprocessen i Sunnmøre som pågick i denna trakt under fyra år och resulterade i åtta dödsdomar. Detta var den sista stora häxprocessen i södra Norge.

## Biografi
Anne Mogensdatter Löset levde i Vanylven i Møre og Romsdal. Vid tiden för åtalet hade hon en möjligen utomäktenskaplig, gift och vuxen dotter som bodde utanför socknen, och försörjde sig på tiggeri. Vid de tillfällen hon nekades allmosor svarade hon med hot och förbannelser, något som gjorde att hon till slut blev tagen bokstavligt och anmäldes för trolldom. Detta skedde samtidigt som sunnmørsfogden Peder Lauritzen Kjærulf var fast besluten att radera allt häxeri i sitt distrikt: mellan 1679 och 1683 avrättades åtta personer för trolldom i hans distrikt, och Löset blev den första. 
En sjuk och sängliggande granne anmälde henne för att ha förorsakat hans sjukdom. Han hade en gång slagit hennes dotter, och Löset hade svarat att han en gång skulle bestraffas av sin egen ondska. Han menade att denna förbannelse var orsaken till hans sjukdom. De övriga grannar som kallades till rätten vittnade om att Löset hade ett dåligt rykte, att hon var känd för att både kunna bota och döda människor och boskap och att hennes farmor/mormor hade blivit avrättad för häxeri. Själv förnekade hon anklagelsen och bad högljutt Jesus om hjälp under rättegången.  
Hon dömdes till att avrättas genom bränning på bål 4 augusti 1679. Löset själv hade fått råd av prästen att bekänna för att inte hamna i helvetet efter avrättningen, och hon bekände i december att hon var skyldig. Hon sade sig ha fått lära sig trolldom av sin mor, som presenterat henne för Djävulen, och angav fyra andra personer som hade varit närvarande vid ett möte med Satan på Dovrefjell vid jul 1678. Hon bekände att hon hade fått en osynlighetsmantel med vars hjälp hon kunde dyka upp här och där och försvinna spårlöst, något som bekräftades av hennes grannar. Avrättningen ägde rum i december. Ytterligare sju personer avrättades i häxprocessen i Sunnmøre fram till 1683, då häxprocesserna i Sydnorge i stort sett avstannade.   